# Jean-Marie Atangana Mebara
Pour les articles homonymes, voir Atangana.
Jean-Marie Atangana Mebara, né le 27 mars 1954 à Yaoundé, est un homme politique camerounais, qui fut plusieurs fois ministre, puis condamné pour malversations financières.

## Biographie

### Enfance et débuts
Originaire du Méfou-et-Akono, économiste formé à l'Université de Yaoundé et à l'Université de Paris, 

### Carrière
Il fut directeur de l’Institut Supérieur de Management Public de Yaoundé du 10 mars 1994 au 6 décembre 1997.
Il fut ministre de l'Enseignement supérieur du 7 décembre 1997 au 23 août 2002, ministre d’État et secrétaire général de la présidence de la république du 24 août 2002 au 21 septembre 2006, et enfin ministre des relations extérieures du 22 septembre 2006 au 7 septembre 2007.
Il est président de l'Institut international des sciences administratives de 2001 à 2004.

### Affaires
Il est mis en cause le 6 août 2008 dans le cadre de la lutte contre la corruption au Cameroun et de l'«opération Épervier», puis condamné à 15 ans de prison en octobre 2012. l est défendu par l'avocat Claude Assira.
En février 2016, il publie depuis sa prison un livre dans lequel il donne sa version des faits.

### Œuvres
Il est co-auteur du rapport : Éducation, emploi et salaire au Cameroun Author(s) : Atangana-Mebara, J.M.; Martin, Jean Yves; Ta Ngoc Châu , 1984, Pages : 294 p.,  (ISBN 92-803-2116-1)